# Give It 2 Me
Give It 2 Me je píseň z jedenáctého studiového alba Hard Candy americké zpěvačky Madonny. K vydání došlo 24. června 2008 nakladatelstvím Warner Bros. Records a to jako druhý singl desky. Autorem skladby se stala Madonna. Doprovodné vokály nazpíval Pharrell Williams. V hitparádě Billboard Hot Dance Club Play píseň vystoupala na vrchol a stala se 39. singlem číslo jedna americké zpěvačky.

## Umístění
| Hitparáda      | Umístění |
| -------------- | -------- |
| Česko          | 4        |
| Austrálie      | 23       |
| Kanada         | 8        |
| Evropa         | 2        |
| Francie        | 2        |
| Německo        | 8        |
| Velká Británie | 7        |
| USA            | 57       |

## Ukázka textu
| „ | Give it to me, yeah! | “ |